# Årosjåkk
Årosjåkk (of Årosjokk) is een dorp binnen de Zweedse gemeente Kiruna. Het ligt aan het Paittasjärvi. Het is een van de weinige dorpen aan de enige weg in deze omgeving, tussen Nikkaluokta en de stad Kiruna.
Bestuurscentrum: Kiruna (Tätort)
Tätort: Jukkasjärvi · Karesuando · Kuttainen · Övre Soppero · Svappavaara · Vittangi
Småort: Abisko · Idivuoma · Kauppinen · Kurravaara · Lannavaara · Laxforsen · Masugnsbyn · Mertajärvi · Närvä · Paksuniemi · Piksinranta · Saivomuotka
Overig: Alalahti · Alttajärvi · Årosjåkk · Björkliden · Holmajärvi · Jänkänalusta · Kaalasjärvi · Kalixfors · Kattuvuoma · Käyrävuopio · Krokvik · Kuoksu · Lainio · Laukkusluspa · Luongaslompolo · Maunu · Merasjärvi · Nedre Soppero · Nurmasuanto · Paittasjärvi · Parakka · Piilijärvi · Pirttivuopio · Poikkijärvi · Puoltsa · Rautas · Rensjön · Salmi · Silkkimuotka · Stenbacken · Suijajärvi · Torneträsk · Tuolluvaara · Vassijaure · Viikusjärvi · Vittangi · Vivungi